# Deutsche Botschaft Pristina
Die Deutsche Botschaft Pristina (albanisch Ambasada Gjermane Prishtinë) ist die Diplomatische Vertretung der Bundesrepublik Deutschland in der Republik Kosovo.

## Lage und Gebäude
Die Kanzlei der Botschaft befindet sich im Nordwesten des Zentrums der kosovarischen Hauptstadt Pristina. Die Straßenadresse lautet: Rruga Azem Jashanica 66, 10000 Pristina.
Die Kanzlei ist in einem Geschäftshaus untergebracht.

## Auftrag und Organisation
Die Botschaft Pristina hat den Auftrag, die deutsch-kosovarischen Beziehungen zu pflegen, die deutschen Interessen gegenüber der kosovarischen Regierung zu vertreten und die Bundesregierung über Entwicklungen im Kosovo zu unterrichten.
In der Botschaft bestehen die Arbeitsbereiche Politik, Wirtschaft sowie Kultur, Bildung und Sport sowie entwicklungspolitische Zusammenarbeit (EZ). Die Bundesrepublik Deutschland stellt das größte Finanzvolumen für die Entwicklung im Kosovo unter allen bilateralen Gebern. Seit Beginn der Zusammenarbeit im Jahr 1999 waren dies über 660 Mio. Euro (Stand 2021). Schwerpunkte sind nachhaltige Wirtschaftsentwicklung, Klima und Energie sowie Abwasser und Abfall.
Das Referat für Rechts- und Konsularaufgaben der Botschaft bietet deutschen Staatsangehörigen alle konsularischen Dienstleistungen an und bietet Hilfe in Notfällen. Der konsularische Amtsbezirk der Botschaft umfasst ganz Kosovo. Die Visastelle erteilt Einreisegenehmigungen für kosovarische und andere im Kosovo ansässige Staatsangehörige.
Die Botschaft hält Kontakt zum Kontingent der Bundeswehr in der multinationalen Kosovo-Truppe (KFOR).

## Geschichte
Am 17. Februar 2008 erklärte sich Kosovo für unabhängig. Die Bundesregierung entschied sich wie die große Mehrheit der EU-Mitgliedstaaten für die Anerkennung des Landes. Am 20. Februar 2008 erfolgte die völkerrechtlichen Anerkennung der Republik Kosovo sowie die Aufnahme diplomatischer Beziehungen.
Die Bundesrepublik Deutschland eröffnete am 20. November 1998 eine Außenstelle der Botschaft Belgrad in Pristina, die am 25. März 1999 wieder geschlossen wurde. Am 17. August 1999 folgte die Eröffnung eines Verbindungsbüros, das am 21. Februar 2008 in eine Botschaft umgewandelt wurde.